# アレン・クルツィッチ
アレン・クルツィッチ（Alen Krcić 、1988年11月19日 - ）は、スロベニア・クラーニ出身のプロサッカー選手。現在は無所属。ポジションは、ミッドフィールダー。